# Iglesia de San Nicolás de Bari (Arévalo)
La iglesia de San Nicolás de Bari es el templo del colegio de los jesuitas, fundado en 1579, en la localidad de Arévalo (Ávila, Castilla y León). La iglesia, que estuvo bajo la advocación de Santiago Apóstol, se mantuvo abierta hasta la expulsión de los Jesuitas de la ciudad en marzo de 1767.

## Descripción

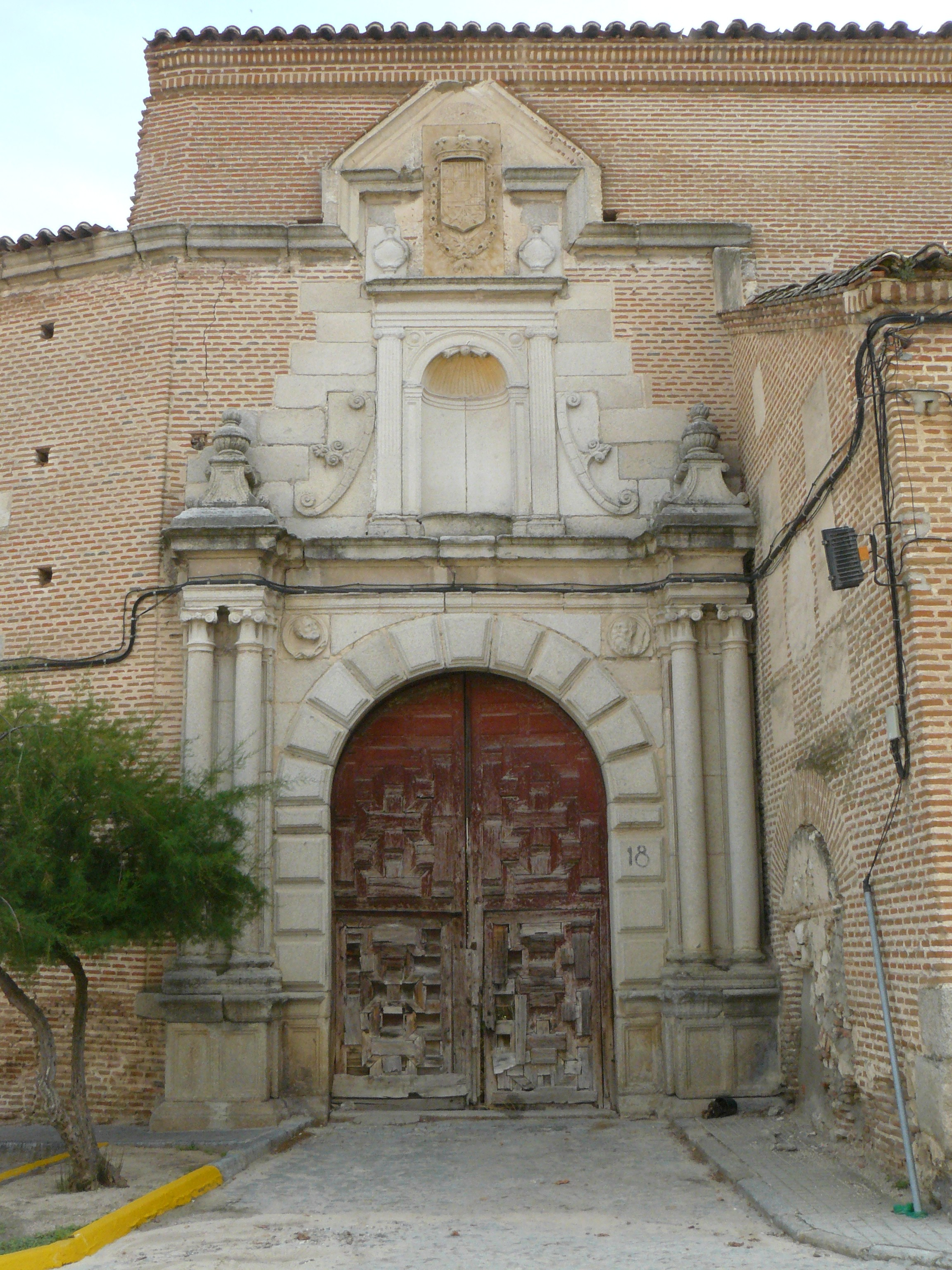
Portada de la iglesia

De planta típicamente jesuítica, con hermosas bóvedas barrocas y un crucero con cúpula. La portada es de piedra de granito con arco grecorromano con columnas pareadas de capiteles jónicos. En el cuerpo superior una hornacina avenerada entre volutas, que debió tener la imagen del titular Santiago Apóstol, y rematado un frontón con el escudo de la Compañía de Jesús, que después fue sustituido por el de Carlos III en piedra arenisca.

## Conservación
Su avanzado estado de ruina fue motivo para su inclusión en la Lista roja de patrimonio en peligro de la asociación para la defensa del patrimonio Hispania Nostra hasta 2017. 
En dicho año, la iglesia salió de la lista al finalizar las obras en las que se repararon, reconstruyeron y consolidaron las cubiertas de crucero y de la cabecera, además de estabilizarse y reforzar los muros de la nave y de las capillas. La intervención se produjo con motivo de la integración del edificio dentro del conjunto donde desarrollará sus actividades el museo de arte contemporáneo Collegium.